# Bol
 Denne artikel omhandler en ældre enhed ved jorddeling. Opslagsordet har også en anden betydning, se Bol (Tchad).
Bol eller boel (oldnordisk: ból, middelalderdansk: bol, oldeng.: bold, botl, latin: mansus) var en enhed, der blev brugt ved jorddeling og vurdering tilbage i middelalderen og nævnes allerede i 1085. Enheden menes at være brugt til inddeling i forbindelse med ledingen. Senere har den været brugt i forbindelse med udmålingen af agerskiftet, og et bol har omfattet flere gårde, men har vist aldrig været nogen fast størrelse.
Senere har et bol i Sønderjylland betydet en gård, mens det i resten af landet var et landbrug, der var:
1. beslægtet med bo. Det betegnede en jordejendom, en bondeejendom, som er mindre end en gård, men større end et hus (senere almindeligvis kaldet bolsted);
2. om et værdimål for jordens værdiansættelse;
3. om jordtilliggende eller bestemte jordstykker i bymarken under landsbyfællesskabet tilhørende en bestemt gård.

Bolene var naturligvis ikke lige store i de forskellige byer; dog var der et vist naturligt mål for dem, nemlig 50 til 60 tønder land, hvilket ansås for så megen jord, der kunde drives med en plov, og som var tilstrækkelig til en families underhold. Et sådant bol havde en pengeværdi af omtrent 8 mark sølv eller 1 mark guld. Ansat i hartkorn svarer det omtrent til 8 tønder htkn.
Efter den i gamle dage brugelige måde var byen inddelt i 8 bol.
Bol kunne deles, og det fremgår af diplomer og gamle skiftedokumenter, at hvert af de nye ejere ved skiftet fik sine bestemte lodder, der udgjorde en vis bestemt kvota af et bol. Der tales således om halve bol, tredjedels, sjettedels, ja endog tolvtedels bol forekom.
Grænsen for et bol bestod ikke i et hegn, men i en simpel agerfure, og det kunde derfor jævnlig hænde, at grænserne imellem bolene eller delene af dem kunde blive forrykkede, hvilket ofte skete derved, at den ene pløjede ind på den andens jord for derved at tilegne sig den. Klagede nogen over, at jord var ham fragået, så foretoges der rebning, navnlig således, at når én, der havde fjerding klagede, rebedes halvt boel, havde han halvt boel, rebedes helt boel; havde han helt boel, hele byen, Danske Lov 1-18-1:
"Den mand, som siger sig at have mindre af Jord, som kaldis Boel, end hannem bør, hand kommer det heele Boel til Reebs",
jævnfør samme sted 5-10-14.
Princippet var, at forstyrrelsen ved rebningen ikke må være større end absolut nødvendig; for øvrigt viser stedet også tydeligt, at hvert boel havde sin særligt udsondrede andel af bymarken. Annaler for Nordisk Oldkyndighed 1847 nævner som oftest bol som kun som arealer af en uanseelig størrelse beliggende i en landsby eller ganske nærved.
De sammenbragte jordbrug efter sammenlægning, når jorderne ligger i naturlig forbindelse med hinanden betegnes en hovedgård, således fx 1397 Absalons fædrenegård i Fjenneslevlille. Mange ældre hovedgårde synes ifølge udtrykkene (bol) at have haft deres jorder i fællesskab med bønderne, blot har de haft flere kvotadele end de øvrige.